# The Style Council
The Style Council est un groupe de rock britannique actif de 1983 à 1989.

## Histoire du groupe
Formés en 1983 par Paul Weller (ex-chanteur et guitariste de The Jam) et par le claviériste Mick Talbot, ils sont rejoints ensuite par le batteur Steve White et la choriste Dee C. Lee (épouse de Weller à l'époque et ancienne choriste de Wham!). Exclu du label Polydor en 1989, le groupe est dissous par Weller et Talbot en 1990.
On peut retrouver leur titre Shout to the Top sur la bande originale du film Vision Quest (1985), et Have You Ever Had It Blue? dans celle du film musical Absolute Beginners (1986). Shout to the Top est également présent à deux reprises dans le film Pauline détective avec Sandrine Kiberlain, et dans le cinquième épisode de la série The Andy Warhol Diaries, diffusée sur Netflix.

## Discographie

### Albums studio
- Café Bleu – (1984) no 2 Royaume-Uni
- Our Favourite Shop (titre aux États-Unis : Internationalists) – (1985) no 1 Royaume-Uni
- The Cost of Loving – (1987) no 2 Royaume-Uni, no 122 États-Unis
- Confessions of a Pop Group – (1988) no 15 Royaume-Uni, no 174 États-Unis
- Modernism: A New Decade – (1989, sorti en 1998)

### Compilations & Live
- Introducing The Style Council – (1983)
- Home and Abroad - (1986) no 8 Royaume-Uni
- The Singular Adventures of The Style Council (1989)
- Here's Some That Got Away (1993)
- In Concert - (1998)
- Long Hot Summers: The Story of The Style Council - (2020)